# Anua subdiversa
Anua subdiversa là một loài bướm đêm trong họ Erebidae.